# Pteropus fundatus
Pteropus fundatus är en däggdjursart som beskrevs av Heinz Felten och Dieter Kock 1972. Pteropus fundatus ingår i släktet Pteropus och familjen flyghundar. IUCN kategoriserar arten globalt som starkt hotad. Inga underarter finns listade.
Denna flyghund förekommer på små öar i Vanuatu. Habitatet utgörs av skogar och dessutom uppsöker arten trädgårdar. Det antas att individerna vilar ensam eller i små flockar gömda i växtligheten.